# Ширміц
Ширміц (нім. Schirmitz) — громада в Німеччині, розташована в землі Баварія. Підпорядковується адміністративному округу Верхній Пфальц. Входить до складу району Нойштадт-ан-дер-Вальднааб. Центр об'єднання громад Ширміц.
Площа — 4,96 км2. Населення становить 1926 ос. (станом на 31 грудня 2020).